# Ecomuseu de Bicorb
L'Ecomuseu de Bicorb és un museu i centre d'interpretació del patrimoni etnològic, paleontològic i d'art rupestre del municipi de Bicorb.

## Història
L'Ecomuseu de Bicorb sorgeix arran d'un projecte promogut el 2005 per l'Ajuntament de Bicorb i la Xarxa de Museus de la Diputació de València que tenia com a objecte la promoció, difusió i desenvolupament del patrimoni local. Aquest projecte perseguia ajudar al desenvolupament sostenible del municipi bicorbí, mitjançant la conservació, difusió i posada en valor del seu patrimoni local. Va comptar amb fons del programa Leader+ de la Unió Europea. La museïtzació de la part arqueològica i paleontològica va comptar amb el suport de la Conselleria de Cultura de la Generalitat Valenciana, mentres que la de la part etnològica va ser recolzada per la Diputació Provincial mitjançant el Museu Valencià d'Etnologia.
El Centre d'Interpretació de l'Ecomuseu de Bicorb va obrir-se l'any 2009.

## Continguts
El Centre d‟Interpretació del Patrimoni tracta de tres grups diferents d'elements patrimonials del territori del municipi.
D'una banda s'ocupa de l'Art Rupestre de l'Arc Mediterrani, catalogat com a Patrimoni Mundial per la UNESCO, del qual es troben al terme de Bicorb exemples com el de les Coves de l'Aranya, que inclou l'escena de la recol·lecció de la mel, o els abrics del Barranc Moreno.
Una altra secció s'encarrega del patrimoni etnològic de la societat tradicional bicorbina. Cobreix la vida a la muntanya, l'agricultura local, la ramaderia i l'apicultura, així com l'ús de les coves habitatge o l'arquitectura de pedra en sec.

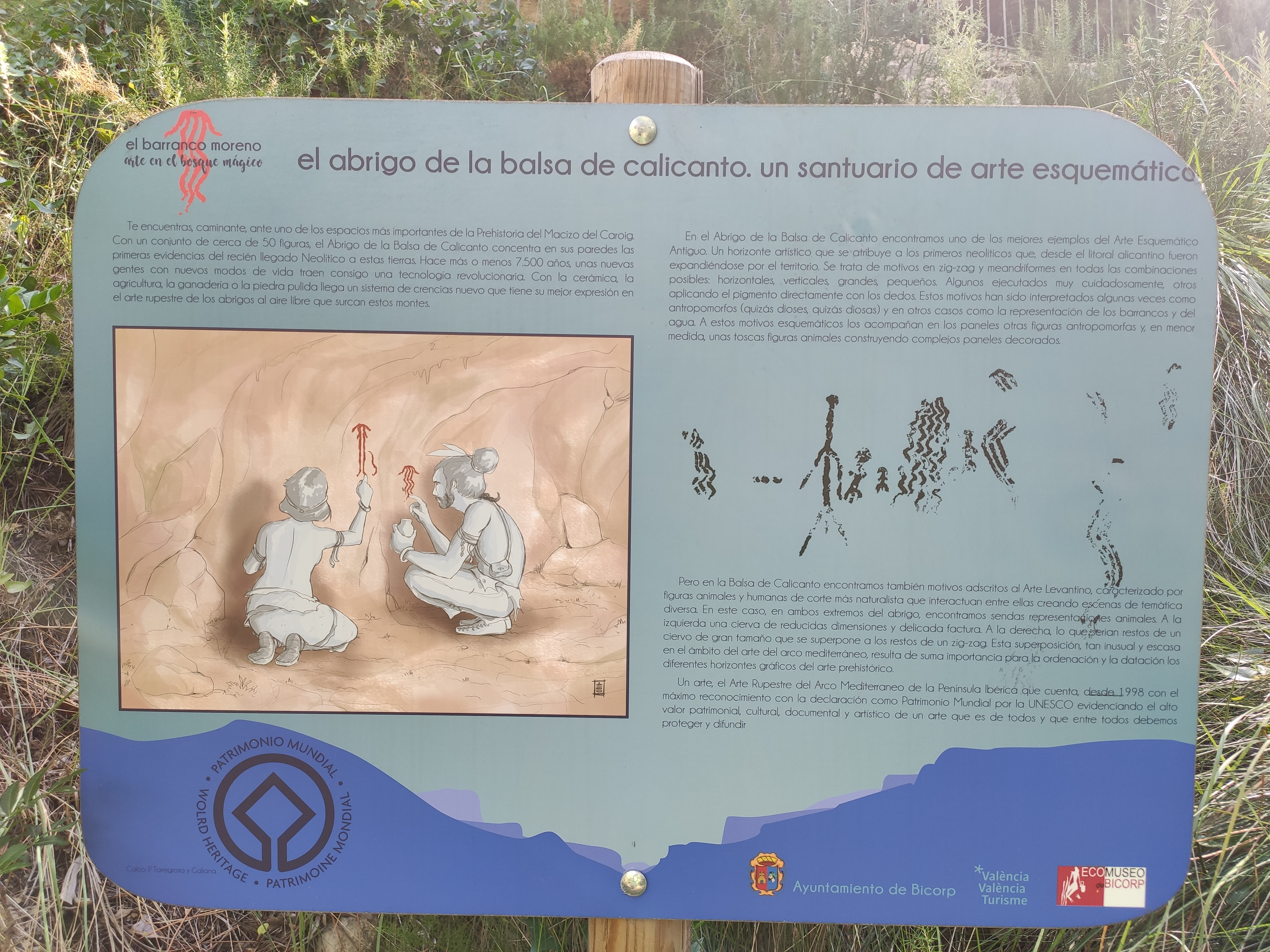
Rètol de l'abric de la Bassa de Calicanto, patrocinat per l'ecomuseu

Pel que fa al patrimoni paleontològic, destaca el jaciment d'icnites del Tambuc, que constitueix una de les evidències de l'existència de dinosaures al País Valencià.
El museu també té un fitxer fotogràfic, resultat d'un projecte de preservació de fotografies d'interès principalment etnològic. Juntament amb les imatges, s'han recollit les explicacions de les mateixes narrades pels mateixos donants per contextualitzar-les.

## Seu
L'edifici es va construir el 2005. Consta de tres plantes i es troba dins de la població de Bicorb, al carrer de Sant Roc 11.

## Activitats

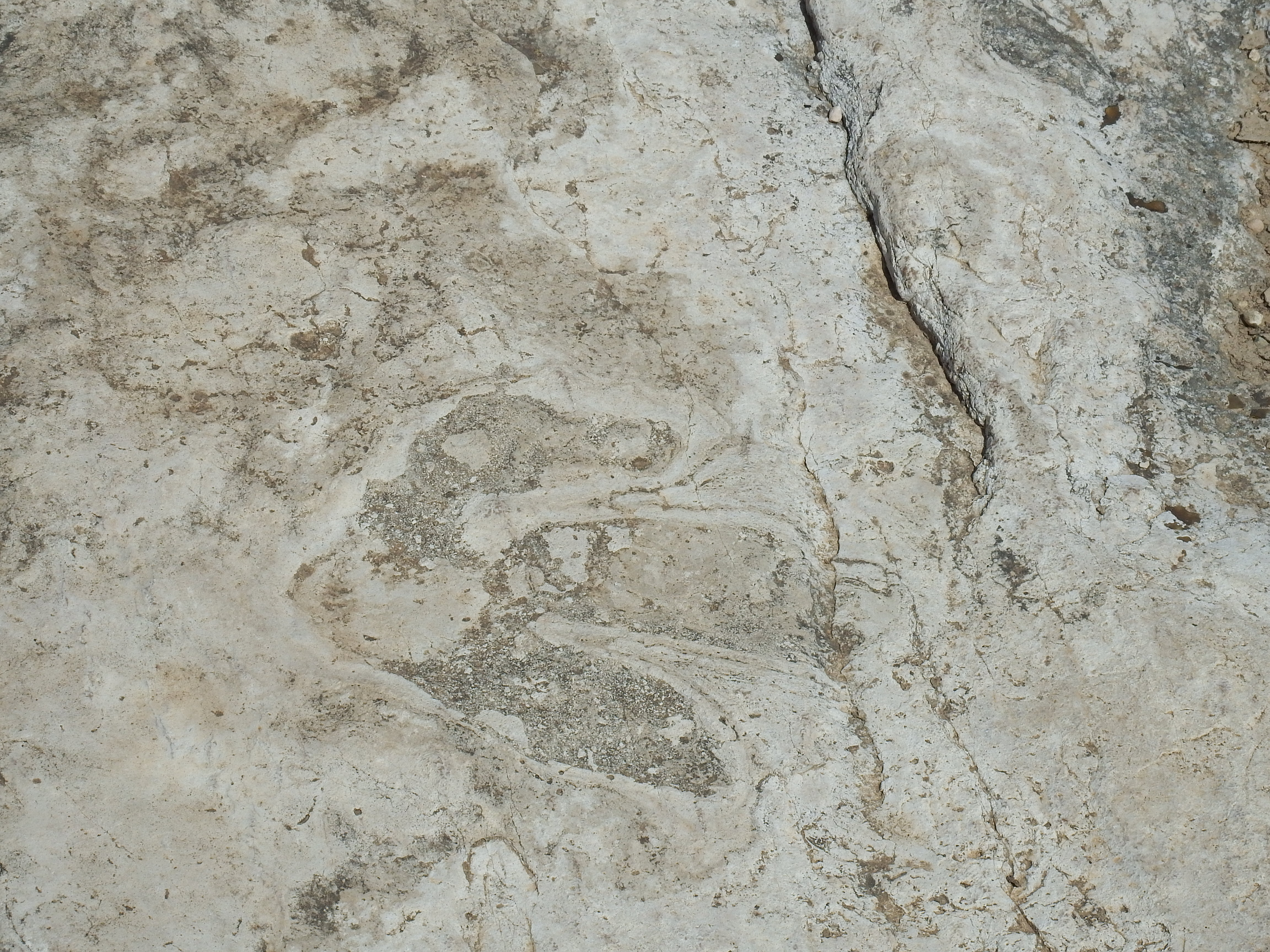
Icnites del Tambuc Est, al terme de Millars

El 1998 l'Art Rupestre de l'Arc Mediterrani va ser anomenat Patrimoni Mundial per la UNESCO, Això va portar a que la Diputació Provincial formalitzara les visites als abrics situats al municipi de Bicorb, inicialment només les Coves de l'Aranya, amb dos guies i una certa estructura formal. Aquestes visites van ser continuades per l'ecomuseu a partir de la seua fundació, incloent altres abrics tant a Bicorb com a altres municipis de la Canal de Navarrés, així com conjunts de cases-cova en ús fins al segle XX o jaciments d'icnites.